# Olivier Bériot
 (août 2024).
Pour les articles homonymes, voir Bériot.
Olivier Bériot, est créateur de costumes pour le cinéma, les séries télévisées, la danse et le théâtre. Il signe les costumes des séries Franklin (Apple Tv), Lupin (Netflix) ou Theodosia (HBO).

## Biographie
Au cinéma, il travaille avec Luc Besson pour Anna, Valérian et la cité des mille planètes, Lucy, Malavita, Les Aventures extraordinaires d’Adèle Blanc-Sec, The Lady, Arthur et les Minimoys. Il a créé les costumes de films comme Le Roi danse (Gérard Corbiau), Femme fatale (Brian de Palma), Fanfan la Tulipe (Gérard Krawczyk), Taken (Pierre Morel), Taken 2, Taken 3, Le Transporteur 3, Colombiana (Olivier Megaton), Hitman (Xavier Gens), Danny the Dog (Louis Leterrier), Lucky Luke (James Huth). Il a collaboré avec Julian Schnabel pour Le Scaphandre et le papillon (nomination à la Costume Designer Guild 2007) et Guillaume Gallienne pour Les Garçons et Guillaume, à table! (nomination au César 2014)[source secondaire nécessaire].
Il développe aussi son métier de costumier pour la danse et des performances avec des chorégraphes comme Kader Belarbi (Giselle, Toulouse Lautrec, la Reine Morte), Nicolas Le Riche, Robyn Orlin, Marie‑Geneviève Massé et la Compagnie L’Éventail[source secondaire nécessaire].
À l’Opéra national de Paris, il a signé les costumes de Nosferatu (Jean-Claude Gallotta, 2001, 2006), Le Mandarin merveilleux (Maurice Béjart, 2003, 2006), Ich bin… (Susanne Linke, 2005), Caligula (Nicolas Le Riche, 2005, 2008, 2011), L’Allegro, il Penseroso e il Moderato (Robyn Orlin, 2007), Siddharta (Angelin Preljocaj, 2010), D’Ores et déjà(Béatrice Massin et Nicolas Paul, 2013, 2015, 2019) et La Cenerentola (Guillaume Gallienne, 2017, 2018)[source secondaire nécessaire].

### Jeux olympiques et paralympiques de Paris 2024
En 2024, il est choisi par le Comité d’organisation des Jeux olympiques et paralympiques de Paris 2024 comme Chef costumier avec Daphné Bürki, Directrice « Stylisme et Costumes » au sein de l’équipe de Thomas Jolly, pour imaginer et créer les 3 000 costumes que portent les danseurs et artistes des quatre cérémonies officielles de Paris 2024[source secondaire nécessaire].

## Filmographie

### Cinéma
- 2000 : Le roi danse de Gérard Corbiau
- 2001 : J'ai faim !!! de Florence Quentin
- 2004 : Pédale dure de Gabriel Aghion
- 2004 : RRRrrrr!!! de Alain Chabat
- 2005 : L'Empire des loups de Chris Nahon
- 2006 : Bandidas de Joachim Rønning et Espen Sandberg
- 2007 : Hitman de Xavier Gens
- 2007 : Le Scaphandre et le Papillon de Julian Schnabel
- 2007 : L'Auberge rouge de Gérard Krawczyk
- 2008 : Le Transporteur 3 d'Olivier Megaton
- 2008 : Taken de Pierre Morel
- 2009 : Le Missionnaire de Roger Delattre
- 2010 : Arthur 3 : La Guerre des deux mondes de Luc Besson
- 2010 : Les Aventures extraordinaires d'Adèle Blanc-Sec de Luc Besson[2]
- 2011 : Un baiser papillon de Karine Silla
- 2011 : Colombiana d'Olivier Megaton
- 2012 : À cœur ouvert de Marion Laine
- 2012 : L'Homme qui rit de Jean-Pierre Améris
- 2012 : Taken 2 d'Olivier Megaton
- 2012 : Sur la piste du Marsupilami d'Alain Chabat
- 2013 : Malavita de Luc Besson
- 2013 : Les Garçons et Guillaume, à table ! de Guillaume Gallienne
- 2013 : Vive la France de Michaël Youn
- 2014 : Lucy de Luc Besson
- 2014 : Lou ! Journal infime de Julien Neel
- 2015 : Robin des bois, la véritable histoire d'Anthony Marciano
- 2015 : Taken 3 d'Olivier Megaton
- 2017 : HHhH de Cedric Jimenez
- 2017 : Valérian et la Cité des mille planètes de Luc Besson
- 2017 : Santa et Cie d'Alain Chabat
- 2018 : Anna de Luc Besson
- 2019 : Chambre 212  de Christophe Honoré
- 2020 : Mon cousin de Jan Kounen
- 2024 : Dust Bunny de Bryan Fuller

### Télévision
- 2006 : L'État de Grace, série TV
- 2013 : Jo, série
- 2013 : The Spy, mini-série
- 2021 : Lupin, série Netflix
- 2022 : Théodosia , série HBO
- 2024 : Franklin, mini-série, Apple TV
- 2024 : Paris 2024: XXXIII Olympic Summer Games, mini-série

## Nominations
- César 2001 : César des meilleurs costumes pour Le Roi danse de Gérard Corbiau.
- César 2010 : César des meilleurs costumes pour Les Aventures extraordinaires d'Adèle Blanc-Sec de Luc Besson.
- César 2014 : César des meilleurs costumes pour Les Garçons et Guillaume, à table ![1] de Guillaume Gallienne.
- Saturn Awards 2018 : Saturn Award des meilleurs costumes pour Valérian et la Cité des mille planètes de Luc Besson.

## Distinctions
- Chevalier de l'ordre des Arts et des Lettres (2025)